# Ulica Trocka w Warszawie

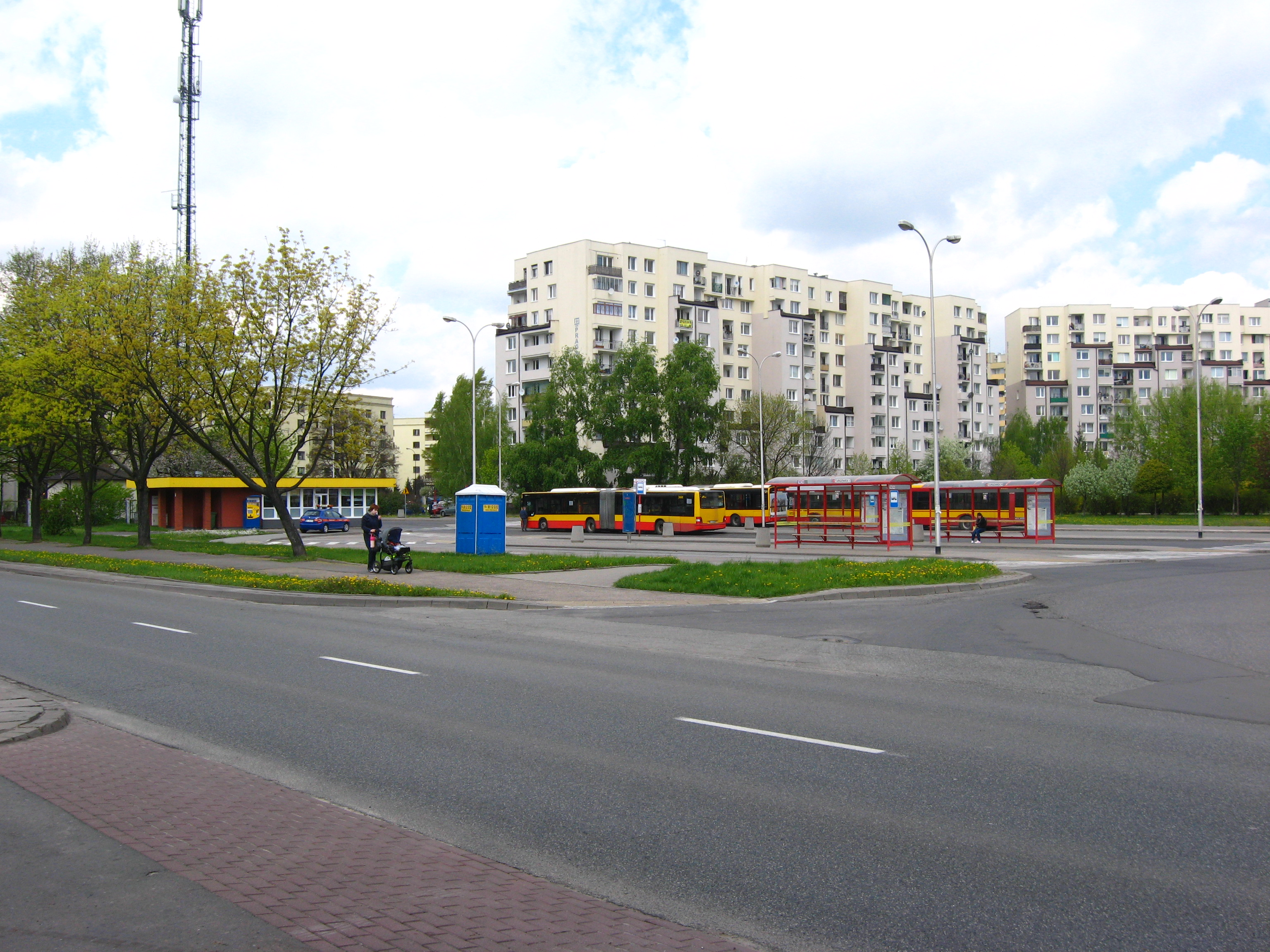
Pętla autobusowa przy ul. Trockiej, w głębi bloki przy ul. Korzona i Askenazego

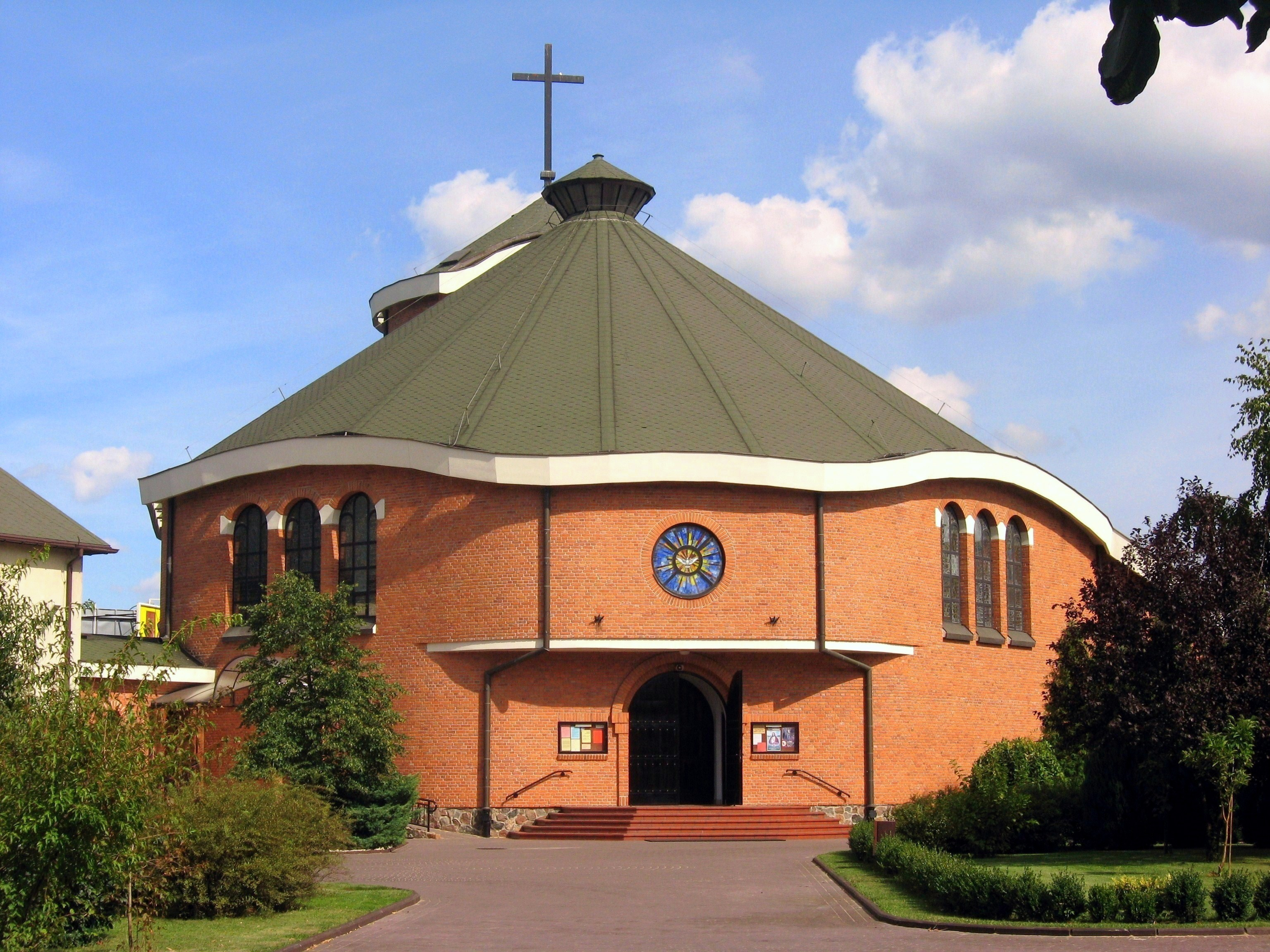
Kościół św. Marka Ewangelisty

Ulica Trocka – ulica w dzielnicy Targówek w Warszawie.

## Historia
Pierwotnie ulica nosiła nazwę Żerańska, a następnie Nowożerańska i dochodziła do tzw. Drogi Lampego (późniejsza ulica Pratulińska). Obecna nazwa pochodzi od miasta Troki na Litwie i pojawiła się na planie miasta Feliksa Kasprzykiewicza z 1920 roku.
Od połowy XIX wieku w rejonie późniejszej ulicy Trockiej (strona parzysta) mieściła się posiadłość Adolfa Hipsza (Hiebscha lub Hubscha) zwana Hipszówką (kolonie nr 9 i 10 na Targówku). Znajdował się tam murowany pałacyk otoczony parkiem i przylegające doń zabudowania gospodarcze i pola uprawne. Na terenie Hipszówki, zgodnie z wolą właściciela, Towarzystwo Opieki nad Zwierzętami zorganizowało pierwsze w Warszawie schronisko dla psów, kotów i chorych koni, zniszczone w 1939 roku. Zabudowania majątku widoczne są na niemieckich zdjęciach lotniczych z 1944 r. Zostały rozebrane dopiero wraz z rozbudową nowego osiedla mieszkaniowego.
Po przyłączeniu Targówka do Warszawy w 1916 roku ulica stanowiła ówczesną granicę miasta. W 1936 r. do warszawskiego magistratu wpłynął niezrealizowany projekt Związku Stowarzyszeń Przyjaciół Wielkiej Warszawy w sprawie przedłużenia linii tramwajowej z cmentarza Bródnowskiego przez Borzymowską i Trocką do Radzymińskiej lub zastąpienie jej komunikacją autobusową. Do 1939 roku zabudowanych było 18 posesji na rozparcelowanych dawnych gruntach Dóbr Ziemskich Targówek (strona nieparzysta). W okresie powojennym rozebrano całą przedwojenną zabudowę ulicy a nowe budynki mieszkalne, powstałe w drugiej połowie lat 70. XX wieku, przyporządkowano do adresów sąsiednich ulic. Przy ulicy Trockiej powstała również szkoła imienia majora Henryka „Hubala” Dobrzańskiego (pod nr 4) oraz pętla autobusowa. 25 października 1987 roku u zbiegu ulic Radzymińskiej i Trockiej poświęcono plac pod budowę kościoła pw. św. Marka Ewangelisty, świątynię konsekrowano 25 czerwca 2000 roku.
W latach 1992–2016 u zbiegu ulic Trockiej i Pratulińskiej znajdował się bazar, który w związku z budową stacji Trocka drugiej linii metra został przeniesiony bliżej Radzymińskiej, na wysokość ulicy Zamiejskiej. Stacja została oddana do użytku 15 września 2019

## Ważniejsze obiekty
- Stacja metra Trocka